# Аистов, Михаил Николаевич
Михаил Николаевич Аистов (1928—1987) — советский конструктор вооружений, лауреат Государственной премии СССР (1977).

## Биография
Родился 25 ноября 1928 года в с. Семёновка Кинель-Черкасского района Куйбышевской области.
В 1947—1952 годах работал на Коунрадском руднике (Карагандинская область).
Окончил Ленинградский военно-механический институт (1957).
С 1957 г. работал в КБ машиностроения, г. Коломна, в должностях от инженера-конструктора до заместителя начальника отделения.
Участник создания противотанковых ракетных комплексов «Малютка», «Скорпион», «Штурм», «Рубин», переносных зенитных ракетных комплексов «Стрела-2», «Стрела-3», разработки проекта межконтинентальной баллистической ракеты «Гном», орбитального снаряда «Шарик», комплекса активной защиты «Арена».
Автор 28 изобретений.
Лауреат Государственной премии СССР (1977).
Награждён орденом Трудового Красного Знамени (1971), медалями «За доблестный труд. В ознаменование 100-летия со дня рождения Владимира Ильича Ленина» (1970), «За трудовую доблесть» (1977).
Умер 5 декабря 1987 года в Коломне.